# زوارته‌واترلاند
زوارته‌واترلاند (به هلندی: Zwartewaterland) یک شهرستان در هلند است که در افریسل واقع شده‌است. زوارته‌واترلاند ۱ متر بالاتر از سطح دریا واقع شده‌است.